# Max Herzberger
Maximilian „Max“ Jacob Herzberger (Charlottenburg-Berlim, 7 de março de 1899 – Nova Orleães, 9 de abril de 1982) foi um matemático teuto-estadunidense, que trabalhou com óptica geométrica.

## Vida
Estudou matemática e física em Berlim e Jena, obtendo um doutorado em 1923 na Universidade de Berlim, orientado por Issai Schur, com a tese Über Systeme hyperkomplexer Größen.
Recebeu a  Medalha Frederic Ives de 1962.
Em 1940 tornou-se cidadão dos Estados Unidos.

## Obras
- Strahlenoptik, Grundlehren der mathematischen Wissenschaften, Springer 1931
- Modern geometrical optics, Pure and Applied Mathematics 8, Interscience 1958

Artigos selecionados:
- Über die Anwendung der Grundgesetze der geometrischen Optik auf andere physikalische Systeme, Physikalische Zeitschrift 32, 1931, 551-553
- Über ein Dualitätsprinzip in der Optik, Zeitschrift für Physik, 91, 1934, 323-328
- comn Boegehold: Kugelsymmetrische Systeme, Zeitschrift für Angewandte Mathematik und Mechanik (ZAMM), 15, 1935, 157-178
- Versuch eines Neuaufbaus der Gaußschen Optik unter Benutzung des optischen Dualitätsprinzips, Physica 2, 1935, 239-254
- First order laws in asymmetric optical systems, 1,2, J. Optical Society of America, 26, 1936, 354-359, 389-406
- Hamiltons characteristic function and Bruns eikonal, J. Opt. Soc. Am., 27, 1937, 135-137
- Optics in the large, J. Opt. Soc. Am., 27, 1937, 202-206
- Gaussian optics and Gaussian brackets, J. Opt. Soc. Am., 33, 1943, 651-655
- Direct methods in geometrical optics, Transactions Am. Math. Soc., 53, 1943, 218-229
- Studies in Optics 1,2, Quarterly J. Appl. Math., 2, 1944, 196-204, 1945, 336-341
- Image error theory for finite aperture and fields, J. Opt. Soc. Am., Volume 38, 1948, 736-738, Volume 42, 1952, 306-321
- Colour Correction in Optical Systems and a New Dispersion Formula. In: Journal of Modern Optics. 6, Nr. 3, 1959, p. 197–215 (Dispersionsformel)
- An analysis of the Euler-Lagrange equations, Prakt. Akad. Athenon, 36, 1961, 369-378
- com N. McClure: The design of superachromatic lenses, Applied Optics 2, 1963, 553-560
- Some recent ideas in geometrical optics (Ives Medal Award Lecture), J. Opt. Soc. Am., 53, 1963, 661-671
- com Donald R. Wilder: Characteristic functions for special image formations and for a general thick lense, J. Opt. Soc. Am., 54, 1965, 773-790